# Скоблин, Алексей Петрович
Алексей Петрович Скоблин (укр. Олексій Петрович Скоблін; 23 марта 1926, Новочеркасск, Северо-Кавказский край — 2003) — украинский учёный-медик, хирург, ортопед, травматолог; доктор медицинских наук (1961), профессор (1964).
Автор многих научных трудов и изобретений.

## Биография
Родился 23 марта 1926 года в хуторе Хотунок Новочеркасского района Ростовской области, ныне микрорайон города Новочеркасска.

### Образование
В 1948 году окончил Харьковский медицинский институт (ныне Харьковский национальный медицинский университет).
В 1953 году защитил кандидатскую диссертацию на тему «Лечение саназином экспериментального костно-суставного туберкулеза у кроликов». В 1961 году защитил докторскую диссертацию на тему «Характеристика некоторых сторон минерального обмена при костной аутопластике в эксперименте».

### Деятельность
По окончании института, с 1949 года работал ординатором Украинского научно-исследовательского института ортопедии и травматологии имени профессора М. И. Ситенко.
В 1966—1987 годах — заведующий кафедрой ортопедии и травматологии Крымского медицинского института (в 1980—1981 — годах проректор, в 1987—2003 годах — профессор кафедры). Также преподавал в Таврическом национальном университете им. В. И. Вернадского.
Под руководством А. П. Скоблина было защищено более двадцати диссертаций на соискание ученой степени кандидата медицинских наук и пять — на соискание ученой степени доктора медицинских наук.
Являлся членом КПСС. Был председателем Крымского областного научного общества ортопедов-травматологов.
Умер в 2003 году.

## Награды и почётные звания
- Награждён медалями, в числе которых медаль «За доблестный труд в ознаменование 100-летия со дня рождения В. И. Ленина» (1970).
- Удостоен почетного звания «Заслуженный деятель науки Украинской ССР» (1981).
- Имел нагрудные знаки «Отличник здравоохранения» (1959) и «Победитель социалистического соревнования».